# Gran Premio motociclistico di Germania 2015
Il Gran Premio motociclistico di Germania 2015 è stato la nona prova del motomondiale del 2015; si è disputato il 12 luglio sul circuito del Sachsenring. Le tre prove sono state vinte da: Marc Márquez in MotoGP, Xavier Siméon in Moto2 e Danny Kent in moto3.

## MotoGP
In classe regina è stato un quasi dominio da parte dello spagnolo Marc Márquez su Honda, dopo essere partito dalla pole position ha ottenuto la vittoria e il giro più veloce. Per il pilota iberico si tratta del secondo successo stagionale e del sesto successo consecutivo nel Gran Premio motociclistico di Germania tra tutte le classi. Al traguardo ha preceduto il compagno di squadra e connazionale Daniel Pedrosa e Valentino Rossi su Yamaha.
Curiosamente c'è da registrare anche la presenza di diversi piloti sostitutivi: Hiroshi Aoyama sostituisce l'infortunato Karel Abraham, Claudio Corti sostituisce Stefan Bradl anch'esso assente per infortunio. Dopo che Marco Melandri ha annunciato la rescissione del suo contratto con Aprilia, viene sostituito in questa occasione dal britannico Michael Laverty.

### Arrivati al traguardo
| Pos. | Nº | Pilota           | Squadra                     | Motocicletta       | Giri | Tempo     | Griglia | Punti |
| ---- | -- | ---------------- | --------------------------- | ------------------ | ---- | --------- | ------- | ----- |
| 1º   | 93 | Marc Márquez     | Repsol Honda                | Honda RC213V       | 30   | 41'01.087 | 1º      | 25    |
| 2º   | 26 | Daniel Pedrosa   | Repsol Honda                | Honda RC213V       | 30   | +2.226    | 2º      | 20    |
| 3º   | 46 | Valentino Rossi  | Movistar Yamaha             | Yamaha YZR-M1      | 30   | +5.608    | 6º      | 16    |
| 4º   | 99 | Jorge Lorenzo    | Movistar Yamaha             | Yamaha YZR-M1      | 30   | +9.928    | 3º      | 13    |
| 5º   | 29 | Andrea Iannone   | Ducati Team                 | Ducati Desmosedici | 30   | +20.785   | 4º      | 11    |
| 6º   | 38 | Bradley Smith    | Monster Yamaha Tech 3       | Yamaha YZR-M1      | 30   | +23.215   | 9º      | 10    |
| 7º   | 35 | Cal Crutchlow    | CWM LCR Honda               | Honda RC213V       | 30   | +29.881   | 10º     | 9     |
| 8º   | 44 | Pol Espargaró    | Monster Yamaha Tech 3       | Yamaha YZR-M1      | 30   | +34.953   | 8º      | 8     |
| 9º   | 9  | Danilo Petrucci  | Octo Pramac Racing          | Ducati Desmosedici | 30   | +35.875   | 15º     | 7     |
| 10º  | 41 | Aleix Espargaró  | Suzuki Ecstar               | Suzuki GSX-RR      | 30   | +37.253   | 7º      | 6     |
| 11º  | 25 | Maverick Viñales | Suzuki Ecstar               | Suzuki GSX-RR      | 30   | +37.274   | 12º     | 5     |
| 12º  | 68 | Yonny Hernández  | Octo Pramac Racing          | Ducati Desmosedici | 30   | +42.081   | 5º      | 4     |
| 13º  | 8  | Héctor Barberá   | Avintia Racing              | Ducati Desmosedici | 30   | +48.611   | 13º     | 3     |
| 14º  | 19 | Álvaro Bautista  | Aprilia Racing Team Gresini | Aprilia RS-GP      | 30   | +50.687   | 16º     | 2     |
| 15º  | 43 | Jack Miller      | CWM LCR Honda               | Honda RC213V-RS    | 30   | +53.769   | 18º     | 1     |
| 16º  | 69 | Nicky Hayden     | Aspar Team                  | Honda RC213V-RS    | 30   | +58.921   | 19º     |       |
| 17º  | 50 | Eugene Laverty   | Aspar Team                  | Honda RC213V-RS    | 30   | +1'02.738 | 23º     |       |
| 18º  | 15 | Alex De Angelis  | E-Motion IodaRacing         | ART                | 30   | +1'03.122 | 17º     |       |
| 19º  | 76 | Loris Baz        | Athinà Forward Racing       | Yamaha Forward     | 30   | +1'11.162 | 20º     |       |
| 20º  | 70 | Michael Laverty  | Aprilia Racing Team Gresini | Aprilia RS-GP      | 30   | +1'15.910 | 24º     |       |

### Ritirati
| Nº | Pilota           | Squadra               | Motocicletta       | Giri | Griglia |
| -- | ---------------- | --------------------- | ------------------ | ---- | ------- |
| 71 | Claudio Corti    | Athinà Forward Racing | Yamaha Forward     | 22   | 25º     |
| 4  | Andrea Dovizioso | Ducati Team           | Ducati Desmosedici | 14   | 11º     |
| 7  | Hiroshi Aoyama   | AB Motoracing         | Honda RC213V-RS    | 4    | 22º     |
| 63 | Mike Di Meglio   | Avintia Racing        | Ducati Desmosedici | 3    | 21º     |
| 45 | Scott Redding    | EG 0,0 Marc VDS       | Honda RC213V       | 0    | 14º     |

## Moto2
L'ordine di arrivo nella classe intermedia del mondiale vede al primo posto il pilota belga Xavier Siméon seguito dal francese Johann Zarco (che consolida la prima posizione provvisoria nella classifica generale) e dallo spagnolo Álex Rins.

### Arrivati al traguardo
| Pos. | Nº | Pilota              | Squadra                        | Motocicletta       | Giri | Tempo     | Griglia | Punti |
| ---- | -- | ------------------- | ------------------------------ | ------------------ | ---- | --------- | ------- | ----- |
| 1º   | 19 | Xavier Siméon       | Federal Oil Gresini            | Kalex Moto2        | 29   | 41'09.295 | 2º      | 25    |
| 2º   | 5  | Johann Zarco        | Ajo Motorsport                 | Kalex Moto2        | 29   | +0.083    | 1º      | 20    |
| 3º   | 40 | Álex Rins           | Paginas Amarillas HP 40        | Kalex Moto2        | 29   | +1.646    | 12º     | 16    |
| 4º   | 3  | Simone Corsi        | Athinà Forward Racing          | Kalex Moto2        | 29   | +6.386    | 5º      | 13    |
| 5º   | 22 | Sam Lowes           | Speed Up Racing                | Speed Up SF15      | 29   | +9.284    | 9º      | 11    |
| 6º   | 12 | Thomas Lüthi        | Derendinger Racing Interwetten | Kalex Moto2        | 29   | +10.432   | 4º      | 10    |
| 7º   | 30 | Takaaki Nakagami    | Idemitsu Honda Team Asia       | Kalex Moto2        | 29   | +10.592   | 11º     | 9     |
| 8º   | 7  | Lorenzo Baldassarri | Athinà Forward Racing          | Kalex Moto2        | 29   | +12.518   | 16º     | 8     |
| 9º   | 60 | Julián Simón        | QMMF Racing                    | Speed Up SF15      | 29   | +14.862   | 15º     | 7     |
| 10º  | 77 | Dominique Aegerter  | Technomag Racing Interwetten   | Kalex Moto2        | 29   | +14.953   | 13º     | 6     |
| 11º  | 11 | Sandro Cortese      | Dynavolt Intact GP             | Kalex Moto2        | 29   | +17.529   | 7º      | 5     |
| 12º  | 36 | Mika Kallio         | Italtrans Racing               | Kalex Moto2        | 29   | +18.820   | 10º     | 4     |
| 13º  | 4  | Randy Krummenacher  | JIR Racing                     | Kalex Moto2        | 29   | +21.849   | 19º     | 3     |
| 14º  | 94 | Jonas Folger        | AGR Team                       | Kalex Moto2        | 29   | +22.362   | 8º      | 2     |
| 15º  | 49 | Axel Pons           | AGR Team                       | Kalex Moto2        | 29   | +23.275   | 14º     | 1     |
| 16º  | 55 | Hafizh Syahrin      | Petronas Raceline Malaysia     | Kalex Moto2        | 29   | +23.429   | 17º     |       |
| 17º  | 39 | Luis Salom          | Paginas Amarillas HP 40        | Kalex Moto2        | 29   | +28.507   | 22º     |       |
| 18º  | 73 | Álex Márquez        | EG 0,0 Marc VDS                | Kalex Moto2        | 29   | +32.740   | 24º     |       |
| 19º  | 88 | Ricard Cardús       | Tech 3                         | Tech 3 Mistral 610 | 29   | +33.465   | 20º     |       |
| 20º  | 70 | Robin Mulhauser     | Technomag Racing Interwetten   | Kalex Moto2        | 29   | +33.508   | 27º     |       |
| 21º  | 2  | Jesko Raffin        | sports-millions-EMWE-SAG       | Kalex Moto2        | 29   | +55.191   | 26º     |       |
| 22º  | 10 | Thitipong Warokorn  | APH PTT The Pizza SAG          | Kalex Moto2        | 29   | +57.449   | 28º     |       |
| 23º  | 15 | Ratthapark Wilairot | JPMoto Malaysia                | Suter MMX2         | 29   | +57.776   | 25º     |       |

### Ritirati
| Nº | Pilota            | Squadra                  | Motocicletta       | Giri | Griglia |
| -- | ----------------- | ------------------------ | ------------------ | ---- | ------- |
| 21 | Franco Morbidelli | Italtrans Racing         | Kalex Moto2        | 28   | 3º      |
| 1  | Esteve Rabat      | EG 0,0 Marc VDS          | Kalex Moto2        | 28   | 6º      |
| 96 | Louis Rossi       | Tasca Racing             | Tech 3 Mistral 610 | 25   | 29º     |
| 23 | Marcel Schrötter  | Tech 3                   | Tech 3 Mistral 610 | 5    | 21º     |
| 25 | Azlan Shah        | Idemitsu Honda Team Asia | Kalex Moto2        | 5    | 23º     |
| 95 | Anthony West      | QMMF Racing              | Speed Up SF15      | 4    | 18º     |

### Non partito
| Nº | Pilota      | Squadra             | Motocicletta |
| -- | ----------- | ------------------- | ------------ |
| 66 | Florian Alt | E-Motion IodaRacing | Suter MMX2   |

## Moto3
Come per la MotoGP, anche nella classe di minor cilindrata lo stesso pilota ha ottenuto pole position, giro più veloce e vittoria: in questo caso si è trattato del pilota britannico Danny Kent che così ha anche consolidato la prima posizione in classifica generale e che ha preceduto nell'ordine lo spagnolo Efrén Vázquez e l'italiano Enea Bastianini.

### Arrivati al traguardo
| Pos. | Nº | Pilota              | Squadra                    | Motocicletta        | Giri | Tempo     | Griglia | Punti |
| ---- | -- | ------------------- | -------------------------- | ------------------- | ---- | --------- | ------- | ----- |
| 1º   | 52 | Danny Kent          | Leopard Racing             | Honda NSF250R       | 27   | 39'29.359 | 1º      | 25    |
| 2º   | 7  | Efrén Vázquez       | Leopard Racing             | Honda NSF250R       | 27   | +7.554    | 4º      | 20    |
| 3º   | 33 | Enea Bastianini     | Gresini Racing             | Honda NSF250R       | 27   | +9.603    | 5º      | 16    |
| 4º   | 5  | Romano Fenati       | SKY Racing Team VR46       | KTM RC 250 GP       | 27   | +9.629    | 12º     | 13    |
| 5º   | 23 | Niccolò Antonelli   | Ongetta-Rivacold           | Honda NSF250R       | 27   | +9.664    | 7º      | 11    |
| 6º   | 9  | Jorge Navarro       | Estrella Galicia 0,0       | Honda NSF250R       | 27   | +9.807    | 11º     | 10    |
| 7º   | 41 | Brad Binder         | Red Bull KTM Ajo           | KTM RC 250 GP       | 27   | +9.837    | 8º      | 9     |
| 8º   | 10 | Alexis Masbou       | SaxoPrint RTG              | Honda NSF250R       | 27   | +10.266   | 10º     | 8     |
| 9º   | 55 | Andrea Locatelli    | Gresini Racing             | Honda NSF250R       | 27   | +10.352   | 9º      | 7     |
| 10º  | 31 | Niklas Ajo          | RBA Racing                 | KTM RC 250 GP       | 27   | +11.558   | 13º     | 6     |
| 11º  | 65 | Philipp Öttl        | Schedl GP Racing           | KTM RC 250 GP       | 27   | +11.777   | 15º     | 5     |
| 12º  | 88 | Jorge Martín        | Mapfre Team Mahindra       | Mahindra MGP3O      | 27   | +18.416   | 6º      | 4     |
| 13º  | 98 | Karel Hanika        | Red Bull KTM Ajo           | KTM RC 250 GP       | 27   | +18.426   | 2º      | 3     |
| 14º  | 84 | Jakub Kornfeil      | Drive M7 SIC               | KTM RC 250 GP       | 27   | +28.782   | 21º     | 2     |
| 15º  | 95 | Jules Danilo        | Ongetta-Rivacold           | Honda NSF250R       | 27   | +28.892   | 19º     | 1     |
| 16º  | 11 | Livio Loi           | RW Racing GP               | Honda NSF250R       | 27   | +28.958   | 14º     |       |
| 17º  | 17 | John McPhee         | SaxoPrint RTG              | Honda NSF250R       | 27   | +29.218   | 23º     |       |
| 18º  | 32 | Isaac Viñales       | Husqvarna Factory Laglisse | Husqvarna FR 250 GP | 27   | +29.478   | 17º     |       |
| 19º  | 63 | Zulfahmi Khairuddin | Drive M7 SIC               | KTM RC 250 GP       | 27   | +29.750   | 16º     |       |
| 20º  | 40 | Darryn Binder       | Outox Reset Drink          | Mahindra MGP3O      | 27   | +45.844   | 18º     |       |
| 21º  | 16 | Andrea Migno        | SKY Racing Team VR46       | KTM RC 250 GP       | 27   | +46.658   | 34º     |       |
| 22º  | 29 | Stefano Manzi       | San Carlo Team Italia      | Mahindra MGP3O      | 27   | +46.780   | 25º     |       |
| 23º  | 2  | Remy Gardner        | CIP                        | Mahindra MGP3O      | 27   | +46.840   | 24º     |       |
| 24º  | 19 | Alessandro Tonucci  | Outox Reset Drink          | Mahindra MGP3O      | 27   | +46.965   | 22º     |       |
| 25º  | 12 | Matteo Ferrari      | San Carlo Team Italia      | Mahindra MGP3O      | 27   | +47.339   | 29º     |       |
| 26º  | 91 | Gabriel Rodrigo     | RBA Racing                 | KTM RC 250 GP       | 27   | +1'06.125 | 31º     |       |
| 27º  | 45 | Jonas Geitner       | Freudenberg Racing         | KTM RC 250 GP       | 27   | +1'24.437 | 33º     |       |

### Ritirati
| Nº | Pilota             | Squadra                    | Motocicletta        | Giri | Griglia |
| -- | ------------------ | -------------------------- | ------------------- | ---- | ------- |
| 22 | Ana Carrasco       | RBA Racing                 | KTM RC 250 GP       | 23   | 27ª     |
| 6  | María Herrera      | Husqvarna Factory Laglisse | Husqvarna FR 250 GP | 23   | 30ª     |
| 24 | Tatsuki Suzuki     | CIP                        | Mahindra MGP3O      | 20   | 28º     |
| 97 | Maximilian Kappler | SaxoPrint-RTG              | FTR M3              | 12   | 32º     |
| 20 | Fabio Quartararo   | Estrella Galicia 0,0       | Honda NSF250R       | 5    | 3º      |
| 21 | Francesco Bagnaia  | Mapfre Team Mahindra       | Mahindra MGP3O      | 5    | 20º     |
| 76 | Hiroki Ono         | Leopard Racing             | Honda NSF250R       | 1    | 26º     |

### Non partiti
| Nº | Pilota           | Squadra              | Motocicletta   |
| -- | ---------------- | -------------------- | -------------- |
| 58 | Juanfran Guevara | Mapfre Team Mahindra | Mahindra MGP3O |
| 44 | Miguel Oliveira  | Red Bull KTM Ajo     | KTM RC 250 GP  |